# Rio Ghinda
O Rio Ghinda é um rio da Romênia, afluente do Bistriţa, localizado no distrito de Bistriţa-Năsăud.